# モニカ・ロシュ
モニカ・ロシュ（Monica Roşu, 1987年5月11日-）はルーマニア、バカウ（Bacãu）出身の女子体操選手。

## 人物
身長152cm、体重43kg。女子選手としては上半身が非常に強く、特に跳馬において圧倒的な強さを見せた。2004年のアテネオリンピックの種目別跳馬で金メダルを獲得。2005年に怪我をして、世界選手権のルーマニア代表チームに選ばれず、そのまま引退。尊敬する体操選手は同じルーマニアのナディア・コマネチ、アンドレーア・ラドゥカン。